# 누마즈항역
누마즈항역(일본어: 沼津港駅 누마즈코우에키[*])은 시즈오카현 누마즈시 센본미나토 정에 있던 화물역 이었다. 도카이도 본선의 화물지선 (통칭, 누마즈항 선/자마츠 선)의 종점이었다.

## 개요

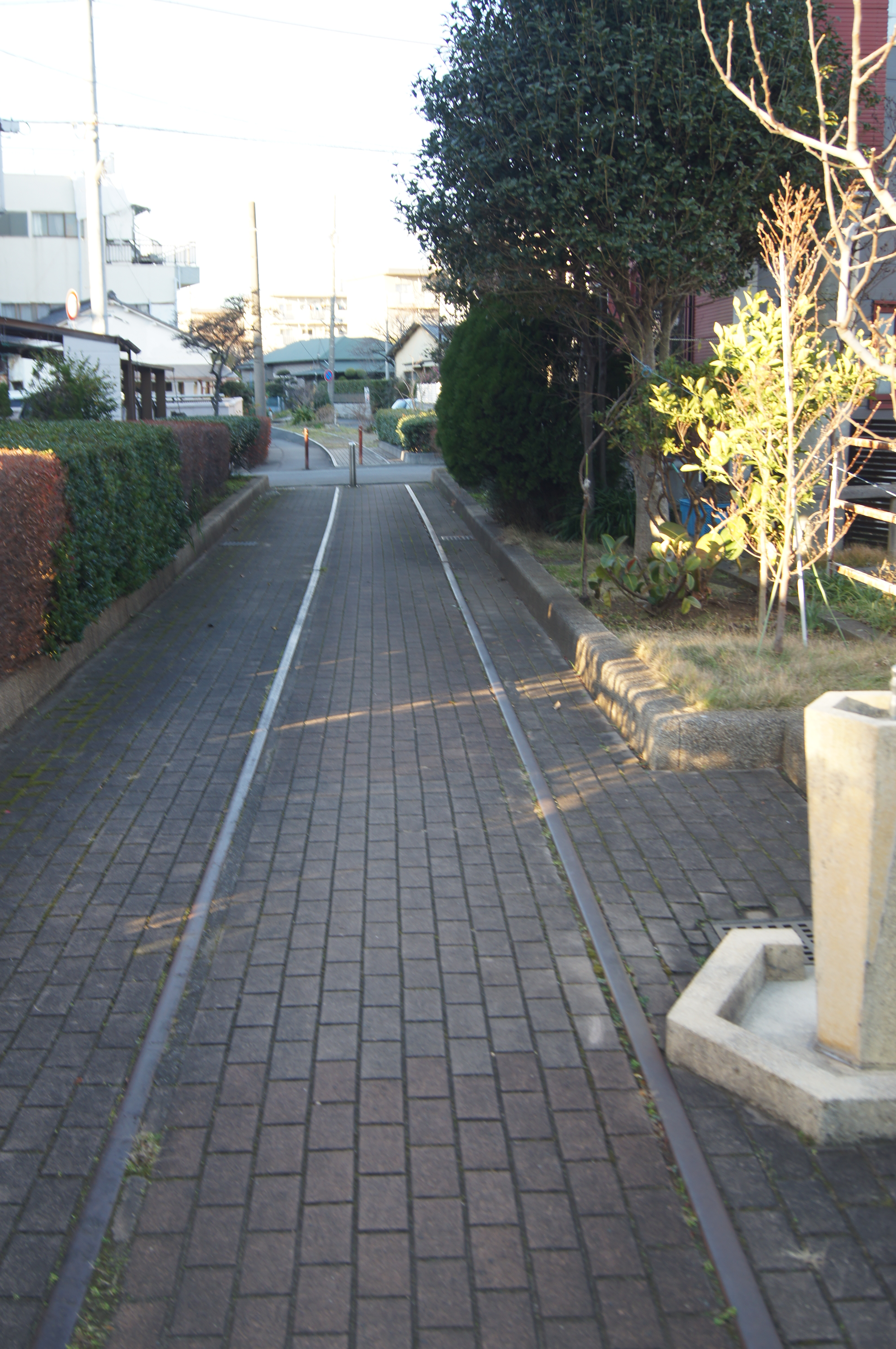
자마츠 산책로

1888년에 도카이도 본선의 건설 자재를 누마즈항에서 육상으로 운송하기 위해 건설하기 시작했다. 당시에는 정식 역이 아니었지만, 1899년에 정식 역으로 개업하였다. 당초 가노 강의 우측 (현재 미나토 대교(港大橋) 부근) 에 역이 있었지만, 누마즈항 (현재의 누마즈 내항)의 완성과 함께, 1947년에 이전했다. 다만 이전 전의 역도 폐지 될 때까지 구내 측선으로 계속 사용하였다.
화물 운송은 주로 누마즈 어시장에서 해산물을 발송하거나, 어선의 연료 운송, 목재 운송 등이 있었다. 하지만, 화물 트럭이 보급되고 화물 운송 수단이 변화함에 따라 수송량이 감소하였고, 1974년 폐역되었다.
국도 1호와 교차하고 있어 사고가 많았고, 폐지 직전까지 접촉 사고가 있었다. 사고 방지 대책으로 건널목 앞에서 열차를 세우는 방법도 있었다.
덧붙여 폐선 후의 화물 지선 흔적의 일부는 누마즈시에서 자마츠 산책로로 정비했다.

## 역사
- 1888년 - 도카이도 본선 건설 자재 운송용 노선이 근처에서 누마즈역까지 개업
- 1899년 6월 15일 - 자마츠역으로 개업. 영업 마일 1M55C
- 1907년 11월 1일 - 단위 설정. 2.0M = 3.2Km
- 1947년 3월 1일 - 이전. 영업 거리 3.0Km. 동시에 누마즈항역으로 개칭
- 1974년 9월 1일 - 폐지

## 근처 역 목록
일본국유철도
도카이도 본선 화물지선
누마즈역 - 누마즈항역

## 관계 목록
- 일본국유철도의 철도역
- 일본국유철도의 폐지된 철도역